# ラグビー (イングランド)
ラグビー (Rugby) は、イングランド・ウォリックシャーのタウン。行政上はバラ・オブ・ラグビーに属している。周辺地域を含めたバラ・オブ・ラグビーの人口は、2005年時点で91,600人であった。エイヴォン川沿いに位置していて、ウォリックシャーでは2番目に大きなタウンである。
コヴェントリーの東21km、ウォリックシャーの東端に位置していて、ノーサンプトンシャー、レスターシャーとの境界からほど近い。タウン内にあるパブリックスクールのラグビー校において、ウィリアム・ウェッブ・エリスによって、スポーツのラグビーフットボールが発明されたと信じられている。

## スポーツ
- ラグビー・タウンFC
- ラグビー・ライオンズ

## 出身人物
- ジェイムズ・ペティヴァー - 薬剤師
- ノーマン・ロッキャー - 天文学者
- M・ジョン・ハリスン - 小説家

### ゆかりの人物
- ウィリアム・ウェッブ・エリス - ラグビーの発明者とされる人物

## 姉妹都市
- エヴルー、フランス
- リュッセルスハイム、ドイツ